# Ta chansen!
Ta chansen! (originaltitel: All the Right Moves) är en amerikansk dramafilm från 1983 i regi av Michael Chapman.

## Handling
Stefen Djordejvic (Tom Cruise) är stjärna i stadens high school-lag i amerikansk fotboll. Det ena college-laget efter det andra står i kö för att få Stefens underskrift. Efter en dispyt med lagets tränare, coach Nickerson (Craig T. Nelson), blir Stefen utfryst och hans drömmar om ett college-stipendium börjar försvinna. Tack vare hans flickvän Lisa (Lea Thompson) och ursäkter från Stefen når han till slut sin dröm och får ett stipendium.

## Rollista (urval)
| Tom Cruise      | – Stefen "Stef" Djordjevic |
| Craig T. Nelson | – Nickerson                |
| Lea Thompson    | – Lisa Lietzke             |
| Charles Cioffi  | – Pop                      |
| Gary Graham     | – Greg                     |
| Paul Carafotes  | – Salvucci                 |
| Chris Penn      | – Brian                    |